# Paya Dua Uram
Paya Dua Uram is een bestuurslaag in het regentschap Aceh Utara van de provincie Atjeh, Indonesië. Paya Dua Uram telt 682 inwoners (volkstelling 2010).